# 2361 Gogol
2361 Gogol (1976 GQ1) là một tiểu hành tinh vành đai chính được phát hiện ngày 1 tháng 4 năm 1976 bởi Chernykh, N. ở Nauchnyj.